# Baryceros zapotecus
Baryceros zapotecus là một loài tò vò trong họ Ichneumonidae.